# Waldport
Waldport é uma cidade localizada no estado norte-americano de Oregon, no Condado de Lincoln.

## Demografia
Segundo o censo norte-americano de 2000, a sua população era de 2050 habitantes.
Em 2006, foi estimada uma população de 2051, um aumento de 1 (0.0%).

## Geografia
De acordo com o United States Census Bureau tem uma área de
6,7 km², dos quais 5,5 km² cobertos por terra e 1,2 km² cobertos por água. Waldport localiza-se a aproximadamente 2 m acima do nível do mar.

## Localidades na vizinhança
O diagrama seguinte representa as localidades num raio de 36 km ao redor de Waldport.